# Litopus schoutedeni
Litopus schoutedeni là một loài bọ cánh cứng trong họ Cerambycidae.